# Evacuate the Dancefloor (singel)
Evacuate the Dancefloor – pierwszy singiel z trzeciego albumu pod takim samym tytułem, niemieckiego zespołu Cascada. Piosenka została wydana 29 czerwca 2009 roku w Wielkiej Brytanii. Utwór początkowo miał zostać wydany w kwietniu, lecz jego oficjalną premierę przełożono właśnie na czerwiec. Według Clubland piosenka znacznie odbiega od poprzednich kompozycji zespołu Cascada. Piosenka zebrała wiele pozytywnych recenzji. W roku 2009 zajęła 36. miejsce w rankingu najchętniej sprzedawanych singli na świecie. Jest to pierwszy popularny singiel zespołu od wydania „Everytime We Touch” w 2006 roku.

## Tło
„Evacuate the Dancefloor” jest piosenką electropopową, a nie eurodance (poprzednie single były nagrywane w tym stylu) niektórzy krytycy porównują go do utworów Lady Gagi, podczas gdy inni porównują go do „Someday” grupy Nickelback i „Party in the U.S.A.” Miley Cyrus. W udzielonym potem wywiadzie Natalie Horler powiedziała „Rozpoczęliśmy pracę nad albumem w pierwszej połowie 2008 roku i „Evacuate the Dancefloor” był jedną z najlepszych piosenek jakie nagraliśmy w ostatnim czasie. Wtedy nawet Lady Gaga nie była tak popularna jak teraz. Ciężko pracowaliśmy na nasz sukces i jesteśmy dumni z naszego postępu i z tego co wyniknie”.

## Teledysk
Klip miał swoją premierę 18 maja 2009 roku na oficjalnej stronie Clubland. Akcja teledysku rozgrywa się w klubie nocnym, gdzie występuje wokalistka zespołu oraz tancerze.

## Lista utworów
- Niemcy download release (Amazon MP3/Musicload)

1. „Evacuate the Dancefloor” (Radio Edit)
2. „Evacuate the Dancefloor” (Extended Mix)
3. „Evacuate the Dancefloor” (Wideboys Remix)
4. „Evacuate the Dancefloor” (Chriss Ortega Bigroom Remix)
5. „Evacuate the Dancefloor” (Rob Mayth Remix)

- Niemcy iTunes release

1. „Evacuate the Dancefloor” (Radio Edit)
2. „Evacuate the Dancefloor” (Extended Mix)
3. „Evacuate the Dancefloor” (Wideboys Remix)
4. „Evacuate the Dancefloor” (Chriss Ortega Bigroom Remix)
5. „Evacuate the Dancefloor” (Rob Mayth Remix)
6. „Evacuate the Dancefloor” (Frisco Remix)
7. „Evacuate the Dancefloor” (Music Video)

- Niemcy download release (Acoustic Mixes) (Amazon MP3)

1. „Evacuate the Dancefloor” (Unplugged)
2. „Evacuate the Dancefloor” (Buena Vista Mix)

- Wielka Brytania iTunes EP 1

1. „Evacuate the Dancefloor” (Radio Edit)
2. „Evacuate the Dancefloor” (Cahill Remix)
3. „Evacuate the Dancefloor” (Wideboys Remix)
4. „Evacuate the Dancefloor” (Ultrabeat Remix)

- Wielka Brytania iTunes EP 2

1. „Evacuate the Dancefloor” (Extended Mix)
2. „Evacuate the Dancefloor” (Rob Mayth Remix)
3. „Evacuate the Dancefloor” (Chriss Ortega Bigroom Remix)
4. „Evacuate the Dancefloor” (Frisco Remix)

- Wielka Brytania digital download release

1. „Evacuate the Dancefloor” (Radio Edit)
2. „Evacuate the Dancefloor” (Extended Mix)
3. „Evacuate the Dancefloor” (Wideboys Remix)
4. „Evacuate the Dancefloor” (Ultrabeat Remix)
5. „Evacuate the Dancefloor” (Rob Mayth Remix)
6. „Evacuate the Dancefloor” (Frisco Remix)
7. „Evacuate the Dancefloor” (Chriss Ortega Bigroom Remix)

- Wielka Brytania CD single

1. „Evacuate the Dancefloor” (Radio Edit)
2. „Evacuate the Dancefloor” (Extended Mix)

- Wielka Brytania club promo CD single

1. „Evacuate the Dancefloor” (Radio Edit)
2. „Evacuate the Dancefloor” (Extended Mix)
3. „Evacuate the Dancefloor” (Lockout’s Mirrorball Mix)
4. „Evacuate the Dancefloor” (Wideboys Mix)
5. „Evacuate the Dancefloor” (Ultrabeat Mix)
6. „Evacuate the Dancefloor” (Frisco Mix)
7. „Evacuate the Dancefloor” (Rob Mayth Mix)
8. „Evacuate the Dancefloor” (Wideboys’ „Look Who’s Back” Dub)

- USA maxi CD single

1. „Evacuate the Dancefloor” (Radio Edit)
2. „Evacuate the Dancefloor” (Wideboys Radio Edit)
3. „Evacuate the Dancefloor” (Cahill Edit)
4. „Evacuate the Dancefloor” (Chriss Ortega Bigroom Radio Edit)
5. „Evacuate the Dancefloor” (Extended Mix)
6. „Evacuate the Dancefloor” (Wideboys Remix)
7. „Evacuate the Dancefloor” (Cahill Remix)
8. „Evacuate the Dancefloor” (Chriss Ortega Bigroom Remix)
9. „Evacuate the Dancefloor” (Frisco Remix)
10. „Evacuate the Dancefloor” (Wideboys Dub)

- USA iTunes exclusive:The International Mixes

1. „Evacuate the Dancefloor” (Rob Mayth Edit)
2. „Evacuate the Dancefloor” (Ultrabeat Edit)
3. „Evacuate the Dancefloor” (PH Elektro Edit)
4. „Evacuate the Dancefloor” (Rob Mayth Mix)
5. „Evacuate the Dancefloor” (Ultrabeat Mix)
6. „Evacuate the Dancefloor” (PH Elektro Mix)
7. „Evacuate the Dancefloor” (Lockout’s Mirrorball Mix)
8. „Evacuate the Dancefloor” (Unplugged Live!)
9. „Evacuate the Dancefloor” (Buena Vista Edit)
10. „Faded” (Wideboys Miami House Mix)
11. „Just Like A Pill”
12. „Sk8er Boi”

## Sprzedaż i certyfikaty
| Region            | Certyfikat          |
| ----------------- | ------------------- |
| Nowa Zelandia     | Złoto               |
| Kanada            | Złoto               |
| Australia         | Platyna             |
| Stany Zjednoczone | Złoto               |
| Wielka Brytania   | Srebro              |
| Świat             | Platyna (3.000.000) |

## Notowania
| Notowanie (2009)                              | Najwyższa pozycja |
| --------------------------------------------- | ----------------- |
| Irlandia                                      | 2                 |
| Wielka Brytania                               | 1                 |
| Europa                                        | 4                 |
| Niemcy                                        | 5                 |
| Austria                                       | 6                 |
| Szwecja                                       | 13                |
| Szwajcaria                                    | 7                 |
| Dania                                         | 7                 |
| Portugalia                                    | 24                |
| Belgia                                        | 6                 |
| Polska                                        | 20                |
| Norwegia                                      | 3                 |
| Holandia                                      | 1                 |
| Bułgaria                                      | 39                |
| Estonia                                       | 7                 |
| Rumunia                                       | 34                |
| Francja                                       | 4                 |
| Chorwacja                                     | 5                 |
| Izrael                                        | 12                |
| Rosja                                         | 39                |
| Stany Zjednoczone                             | 25                |
| Nowa Zelandia                                 | 2                 |
| Australia                                     | 3                 |
| Kanada                                        | 4                 |
| Czechy Airplay                                | 25                |
| Słowacja Airplay                              | 3                 |
| Stany Zjednoczone Airplay                     | 17                |
| Świat                                         | 14                |
| German ODC Top 50 – Dance charts              | 8                 |
| Radio Hit Dance Music Top 50 France           | 4                 |
| German DJ Playlist Top 100                    | 5                 |
| DK Dance og elektronisk musik – Hitsurf Chart | 25                |

## Historia wydania
| Kraj              | Data            | Format                      | Wytwórnia                      |
| ----------------- | --------------- | --------------------------- | ------------------------------ |
| Wielka Brytania   | 29 czerwca 2009 | CD single, digital download | All Around The World           |
| Niemcy            | 3 lipca 2009    | CD single, digital download | Zooland                        |
| Włochy            | 10 lipca 2009   | Airplay                     | Universal                      |
| Włochy            | 24 lipca 2009   | CD single, digital download | Universal                      |
| Stany Zjednoczone | 14 lipca 2009   | Digital download            | Robbins Entertainment          |
| Stany Zjednoczone | 21 lipca 2009   | CD single                   | Robbins Entertainment          |
| Kanada            | 4 sierpnia 2009 | Digital download            | Awesome, Robbins Entertainment |
| Francja           | 7 września 2009 | CD single, digital download | Universal                      |